# Márcio Melo

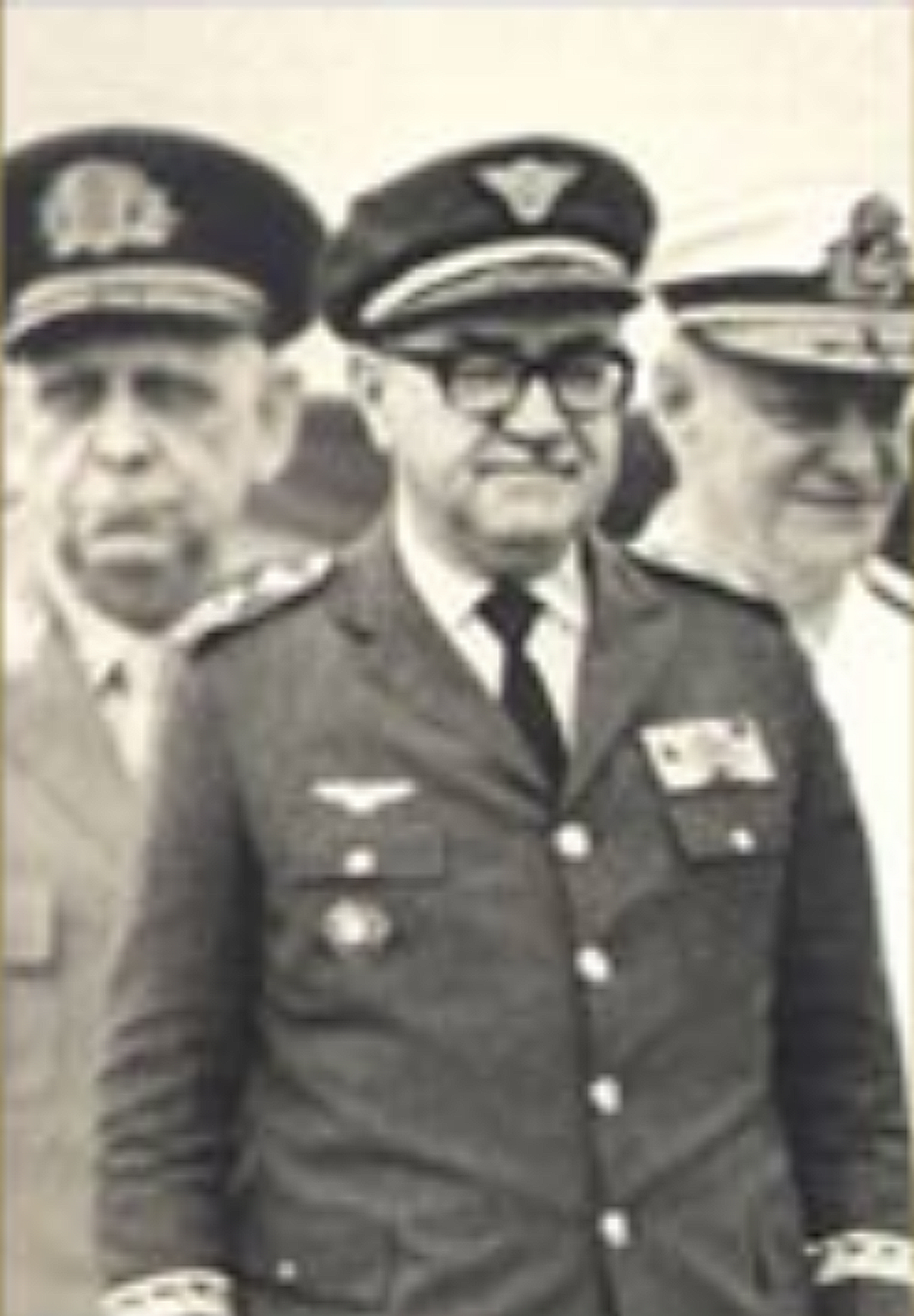
Márcio de Sousa Melo entre Aurélio Lira y Augusto Rademaker, en 1969.

Márcio de Sousa Melo (Florianópolis, 26 de mayo de 1906 — Río de Janeiro, 31 de enero de 1991) fue un militar brasileño, que alcanzó la jerarquía de mariscal perteneciendo a la Fuerza Aérea Brasileña.
Se desempeñó como ministro de Aeronáutica durante las presidencia de Castelo Branco, del 15 de diciembre de 1964 al 11 de enero de 1965, y de Costa e Silva, del 15 de marzo de 1967 al 31 de agosto de 1969.
Fue uno de los miembros de la junta militar que presidió Brasil por 60 días, del 31 de agosto al 30 de octubre de 1969.
Continuó como ministro de Aeronáutica, como miembro de la junta militar, del 31 de agosto al 30 de octubre de 1969, manteniendo el cargo en la presidencia de Emílio Garrastazu Médici, del 30 de octubre de 1969 al 29 de noviembre de 1971.
Su investidura no fue asentada en el acta institucional, careciendo de un registro en ella.
Como ministro de Aeronáutica asumió la jefatura del gobierno amparado por el Acta institucional n.º 12/1969, debido al impedimento temporal del presidente brasileño. 

## Historial de servicio
Ingresó a la fuerza aérea el 31 de marzo de 1925; ascendió a aspirante a oficial el 20 de enero de 1928; a segundo teniente el 9 de agosto de 1928; a primer teniente el 14 de agosto de 1930; a capitán el 16 de junio de 1933; a mayor el 7 de septiembre de 1938; a teniente coronel el 20 de diciembre de 1941; a coronel el 1 de noviembre de 1946; a brigadier el 10 de abril de 1954; a brigadier mayor el 22 de abril de 1961.